# Тривіум
Тривіум, іноді тридоріжжя (лат. trivium — перехрестя трьох доріг) — цикл з трьох дисциплін вільних мистецтв у середній школі у середньовіччі:
1. Граматика;
2. Риторика;
3. Діалектика.

Тривіум йшов до квадривіума.